# 1 януари
1 януари е 1-вият ден в годината според григорианския календар. Остават 364 дни до края на годината (365 през високосна година).

## Събития
- 45 г. пр.н.е. – Юлианският календар влиза в сила за първи път.
- 404 г. – Състои се последният известен гладиаторски бой в Рим.
- 630 г. – Пророкът Мохамед се запътва с армия към Мека, която ще завладее без да пролее капка кръв.
- 990 г. – Киевска Рус приема Юлианския календар.
- 1259 г. – Михаил VIII Палеолог е обявен за съимператор на Никея със своя подопечник Йоан IV Ласкарис.
- 1438 г. – Алберт II е коронован за крал на Унгария.
- 1502 г. – Откриване на залива Гуанабара, на брега на който е разположен град Рио де Жанейро, от португалския мореплавател Педро Алвариш Кабрал.
- 1583 г. – Първи ден от Григорианския календар в Нидерландия и Фландрия.
- 1622 г. – Папската канцелария приема 1 януари за начало на годината (дотогава начало на годината е 25 март).
- 1700 г. – В Русия е въведен Юлианския календар.
- 1739 г. – Откриване на остров Буве в южната част на Атлантическия океан от френския мореплавател Жан Батист Шарл Буве дьо Лозие.
- 1801 г. – Италианският астроном Джузепе Пиаци открива 1 Церера – най-големия астероид в Слънчевата система.
- 1801 г. – Влиза в сила съюзът между Великобритания и Ирландия, създава се Обединеното кралство.
- 1804 г. – Хаити става независима държава (денят се чества като национален празник).
- 1829 г. – Английските изследователи Чалз Стерт и Хамилтън Юм откриват притока на р. Дарлинг, Боган, а след това и река Дарлинг.
- 1881 г. – В Княжество България е проведено първото преброяване на населението.
- 1901 г. – Нигерия става британски протекторат.
- 1901 г. – Бившите британски колонии (Западна Австралия, Нов Южен Уелс, Тасмания, Куинсланд, Южна Австралия и Виктория) се федерализират в Австралийски съюз.
- 1903 г. – Крал Едуард VII е провъзгласен за император на Индия.
- 1905 г. – Официално е открита Транссибирската магистрала.
- 1908 г. – Щатът Джорджия в САЩ налага забрана на алкохола.
- 1909 г. – За първи път започва изплащането на пенсия във Великобритания.
- 1912 г. – Китай става република с първи президент Сун Ятсен.
- 1919 г. – В рамките на СССР е образувана Белоруска ССР.
- 1925 г. – В Норвегия столицата Християния е преименувана на Осло.
- 1925 г. – Американският астроном Едуин Хъбъл обявява откриването на галактики извън Млечния път.
- 1935 г. – Италианските колонии Киренайка, Триполи и Феззан приемат името Либия.
- 1946 г. – Император Хирохито се отказва от божествеността си.
- 1947 г. – Британската и американската окупационна зона в Германия, след Втората световна война се обединяват в Бизония, която по-късно става Федерална република Германия.
- 1947 г. – Първа официална изява на българския детски хор „Бодра смяна“
- 1948 г. – Влиза в сила Общото споразумение за тарифите и търговията (ГАТТ), чиято цел е либерализация на международната търговия.
- 1948 г. – Британските железопътни линии са национализирани.
- 1948 г. – Влиза в сила Новата Конституция на Италия след проведен референдум за монархията.
- 1956 г. – Судан придобива независимост от Египет и Обединеното кралство (денят се чества като национален празник).
- 1960 г. – Провъзгласена е независима Република Камерун.
- 1962 г. – Западна Самоа придобива независимост от Нова Зеландия.
- 1966 г. – След преврат, Жан-Бедел Бокаса взима властта в Централноафриканската република.
- 1970 г. – Възрастта за пълнолетие в Англия е намалена от 21 на 18 години.
- 1971 г. – Основан е френският университет Пантеон-Асас.
- 1973 г. – Обединеното кралство, Дания и Ирландия се присъединяват към Европейския съюз.
- 1974 г. – Голда Меир е преизбрана за министър-председател на Израел.
- 1976 г. – Бомба избухва на борда на самолета при полет 438 на „Мидъл Ийст Еърлайнс“ над Кайсумах, Саудитска Арабия и убива всички 81 души на борда.
- 1978 г. – Самолетът при полет 855 на „Еър Индия“ се разбива в Арабско море край бреговете на Бомбай, Индия, поради повреда на инструментите, пространствена дезориентация и пилотска грешка. Умират всички 213 души на борда.
- 1981 г. – Гърция се присъединява към Европейската икономическа общност.
- 1982 г. – В новогодишното си обръщение папа Йоан-Павел II казва, че думата солидарност (намек за профсъюза „Солидарност“) говори за великите усилия, които са положили хората на труда.
- 1985 г. – Самолетът при полет 980 на „Ийстърн Еър Лайнс“ се разбива по неясни причини в планината Илимани в Боливия и убива всички 29 души на борда.
- 1986 г. – Испания и Португалия се присъединяват към Европейския съюз.
- 1993 г. – Чехословакия се разпада на Чехия и Словакия.
- 1994 г. – Създадена е Европейската икономическа зона.
- 1995 г. – Австрия, Финландия и Швеция се присъединяват към Европейския съюз.
- 1995 г. – Създадена е Световната търговска организация (СТО).
- 1998 г. – Създадена е Европейската централна банка.
- 1999 г. – Появява се официално еврото.
- 2002 г. – Еврото става официална валута в дванадесет страни членки на Европейския съюз.
- 2003 г. – Отпада държавно установеният монопол в българските телекомуникации.
- 2007 г. – Разширяване на ЕС:
  - България и Румъния се присъединяват към Европейския съюз.
  - Българският, румънският и ирландският език стават официални езици на Европейския съюз, заедно с още 20 езика.
  - Словения става тринадесетата страна, която въвежда еврото.
- 2007 г. – Ангола се присъединява към ОПЕК.
- 2008 г. – Уругвай става първата латиноамериканска държава, която на национално ниво разрешава еднополовите граждански бракове. Така Уругвай става деветнадесетата държава в света резрешила гей браковете.
- 2009 г. – Словакия се присъединява към еврозоната.
- 2011 г. – Естония приема еврото като официална валута. Бонер, Саба и Синт Еустациус приемат щатския долар като официална валута.
- 2011 г. – В Буенос Айрес започва 32-рото издание на Рали Дакар, което преминава през Аржентина и Чили.
- 2012 г. – В Мар дел Плата започва 33-то издание на Рали Дакар, което преминава през Аржентина, Чили и Перу.
- 2015 г. – В Бразилия Дилма Русев за втори път е избрана за президент.
- 2017 г. – В Истанбул мъж, преоблечен като Дядо Коледа, стреля в нощен клуб, оставяйки 39 убити и повече от 100 ранени.
- 2017 г. – Случва се бунт в бразилски затвор. Умират над 60 души.
- 2017 г. – В Бужумбура политикът Емануел Нионкуру е убит с огнестрелно оръжие.
- 2017 г. – В Бразилия Жаир Болсонаро полага клетва като президент на страната, наследявайки Мишел Темер.
- 2023 г. – Хърватия приема еврото и става 20-ата страна, част от Еврозоната и от Шенгенското пространство.
- 2025 г. – България и Румъния се присъединяват напълно към Шенгенското пространство.

## Родени
- 1431 г. – Александър VI, римски папа († 1503 г.)
- 1449 г. – Лоренцо Медичи, италиански политик и меценат († 1492 г.)
- 1467 г. – Зигмунт I Стари, полски крал и велик литовски княз († 1548 г.)
- 1484 г. – Улрих Цвингли, деятел на Реформацията в Швейцария († 1525 г.)
- 1614 г. – Джон Уилкинс, английски духовник и учен († 1672 г.)
- 1618 г. – Бартоломе Естебан Мурильо, испански художник († 1682 г.)
- 1774 г. – Андре Мари Констан Дюмерил, френски лекар и зоолог, професор по анатомия († 1860 г.)
- 1823 г. – Шандор Петьофи, унгарски поет и революционер († 1849 г.)
- 1840 г. – Данаил Попов, български революционер († 1909 г.)
- 1845 г. – Васил Петлешков, български революционер († 1876 г.)
- 1851 г. – Тодор Каблешков, български революционер († 1876 г.)
- 1852 г. – Жозеф-Елиезер Берние, канадски арктически изследовател († 1934 г.)
- 1853 г. – Федор Гершелман, руски офицер († 1927 г.)
- 1854 г. – Джеймс Джордж Фрейзър, британски антрополог († 1941 г.)
- 1856 г. – Царевна Миладинова, българска просветна деятелка († 1934 г.)
- 1863 г. – Алеко Константинов, български писател и общественик († 1897 г.)
- 1863 г. – Любомир Милетич, български филолог († 1937 г.)
- 1863 г. – Пиер дьо Кубертен, възродил Олимпийските игри († 1937 г.)
- 1866 г. – Константин Венедиков, български генерал († 1933 г.)
- 1870 г. – Йосиф Великотърновски, български духовник († 1918 г.)
- 1872 г. – Иван Далкалъчев, български революционер († 1931 г.)
- 1874 г. – Атанасиос Минопулос, гръцки андартски капитан († 1962 г.)
- 1874 г. – Франк Нокс, американски политик († 1944 г.)
- 1877 г. – Иван Клинчаров, български обществен деец, публицист, литературен критик и преводач († 1942 г.)
- 1878 г. – Пейо Яворов, български поет и драматург († 1914 г.)
- 1879 г. – Ърнест Джоунс, уелски невролог и психоаналитик († 1958 г.)
- 1882 г. – Иван Антонов, български революционер и духовник († 1928 г.)
- 1883 г. – Хосе Пинеда, испански футболен треньор († 1964 г.)
- 1886 г. – Карекин Нъждех, арменски революционер и военен († 1955 г.)
- 1887 г. – Вилхелм Канарис, германски генерал († 1945 г.)
- 1887 г. – Георги Машев, български художник († 1946 г.)
- 1889 г. – Николай Райнов, български писател († 1954 г.)
- 1893 г. – Георги Стаматов, български актьор († 1965 г.)
- 1895 г. – Едгар Хувър, американски криминалист, директор на ФБР († 1972 г.)
- 1896 г. – Кирил Цонев, български художник († 1961 г.)
- 1898 г. – Ламар, български поет и писател († 1974 г.)
- 1902 г. – Никола Кенов, български диригент и композитор († 1968 г.)
- 1906 г. – Васил Бакърджиев, български кинорежисьор († 1980 г.)
- 1907 г. – Арналдо Расковски, аржентински лекар († 1995 г.)
- 1907 г. – Леонид Брежнев, съветски ръководител († 1982 г.)
- 1909 г. – Бари Голдуотър, американски политик († 1998 г.)
- 1913 г. – Седат Алп, турски археолог († 2006 г.)
- 1913 г. – Шек Кин, китайски актьор († 2009 г.)
- 1915 г. – Бранко Чопич, югославски писател († 1984 г.)
- 1919 г. – Джеръм Дейвид Селинджър, американски писател († 2010 г.)
- 1920 г. – Елпида Караманди, комунистическа партизанка († 1942 г.)
- 1923 г. – Въло Радев, български режисьор († 2001 г.)
- 1927 г. – Върнън Смит, професор по икономика
- 1927 г. – Морис Бежар, френски балетист и хореограф († 2007 г.)
- 1931 г. – Първан Стефанов, български поет, преводач и драматург († 2012 г.)
- 1932 г. – Димитри Иванов, български журналист
- 1932 г. – Иван Кирков, български художник († 2010 г.)
- 1933 г. – Светозар Русинов, български композитор и музикален педагог († 2000 г.)
- 1934 г. – Пенка Павлова, българска народна певица († 2020 г.)
- 1937 г. – Здравко Кисьов, български поет и преводач († 2015 г.)
- 1938 г. – Жимакс, италиански автомобилен състезател († 2021 г.)
- 1942 г. – Ане Дуден, германска писателка
- 1944 г. – Латинка Петрова, българска комедийна актриса
- 1944 г. – Омар ал-Башир, президент на Судан
- 1945 г. – Рюдигер Сафрански, германски писател
- 1945 г. – Джеки Икс, белгийски пилот от Формула 1
- 1946 г. – Гювен Хокна, турска актриса
- 1950 г. – Пламен Масларов, български режисьор († 2010 г.)
- 1952 г. – Миле Китич, босненски певец
- 1954 г. – Ричард Гибсън, британски актьор
- 1959 г. – Абдул Мохманд, първият афганистански космонавт
- 1959 г. – Мишел Онфре, френски философ
- 1960 г. – Алексей Въжманавин, руски шахматист († 2000 г.)
- 1963 г. – Дражен Ладич, хърватски футболист
- 1965 г. – Иван Кръстев, български политолог
- 1966 г. – Ивица Дачич, министър-председател на Сърбия
- 1968 г. – Давор Шукер, хърватски футболист
- 1970 г. – Христо Бонин, български артист
- 1972 г. – Лилиан Тюрам, френски футболист
- 1974 г. – Хамилтон Рикард, колумбийски футболист
- 1979 г. – Мохамед Хомос, египетски футболист
- 1982 г. – Давид Налбандиян, аржентински тенисист
- 1983 г. – Даниел Харке, испански футболист († 2009 г.)
- 1984 г. – Паоло Гереро, перуански футболист
- 1985 г. – Стивън Дейвис, северноирландски футболист
- 1986 г. – Колин Морган, ирландски актьор
- 1992 г. – Джак Уилшър, английски футболист
- 1992 г. – Хазар Ергючлю, турска актриса
- 1995 г. – Сердар Азмун, ирански футболист
- 1996 г. – Андреас Перейра, бразилски футболист
- 1999 г. – Джанлука Скамака, италиански футболист

## Починали
- 138 г. – Луций Елий, римски император (* 101 г.)
- 379 г. – Василий Велики, православен учител (* 330 г.)
- 898 г. – Одо, херцог на Франция и граф на Париж (* 860 г.)
- 1432 г. – Александру чел Бун, молдовски войвода (* 14 век)
- 1515 г. – Луи XII, крал на Франция (* 1462 г.)
- 1559 г. – Кристиан III, крал на Дания и Норвегия (* 1503 г.)
- 1560 г. – Жоашен дю Беле, френски поет (* 1522 г.)
- 1561 г. – Педро де Урсуа, испански конкистадор (* 1526 г.)
- 1748 г. – Йохан Бернули, швейцарски математик (* 1667 г.)
- 1763 г. – Харитон Лаптев, руски изследовател (* 1700 г.)
- 1782 г. – Йохан Кристиан Бах, германски композитор (* 1735 г.)
- 1817 г. – Мартин Клапрот, германски химик и минералог (* 1743 г.)
- 1850 г. – Хайнрих Фридрих Линк, германски ботаник (* 1767 г.)
- 1881 г. – Луи Огюст Бланки, френски социален публицист (* 1805 г.)
- 1894 г. – Неделя Петкова, българска просветителка (* 1826 г.)
- 1894 г. – Хайнрих Херц, германски физик (* 1857 г.)
- 1929 г. – Емил Бордел, френски скулптор (* 1851 г.)
- 1931 г. – Иван Далкалъчев, български революционер (* 1872 г.)
- 1932 г. – Добри Петков, български политик (* 1859 г.)
- 1934 г. – Якоб Васерман, германски писател (* 1873 г.)
- 1941 г. – Петър Попарсов, български революционер и общественик (* 1868 г.)
- 1966 г. – Петър Манджуков, български революционер (* 1878 г.)
- 1972 г. – Морис Шевалие, френски актьор (* 1888 г.)
- 1980 г. – Степан Шчипачов, руски поет (* 1899 г.)
- 1984 г. – Здравко Милев, български шахматист (* 1929 г.)
- 1988 г. – Николай Дончев, български писател – франкофон (* 1898 г.)
- 1992 г. – Грейс Хопър, американски информатик (* 1906 г.)
- 1994 г. – Вернер Шваб, австрийски писател (* 1958 г.)
- 1995 г. – Юджин Уигнър, унгарски физик, Нобелов лауреат през 1963 г. (* 1902 г.)
- 1998 г. – Хелън Уилс Мууди, американска тенисистка (* 1905 г.)
- 2009 г. – Йоханес Марио Зимел, австрийски писател (* 1924 г.)
- 2012 г. – Киро Глигоров, първи президент на Република Македония (* 1917 г.)
- 2015 г. – Омар Карами, ливански политик (* 1934 г.)
- 2020 г. – Силва Зурлева, български журналист (* 1958 г.)

## Празници
- Международен ден на молитвата за мир – Отбелязва се от 1967 г. Обявен от папа Павел Шести в рамките на католическата общност.
- Ден на световното семейство – Чества се от 2007 г. по инициатива на американската фондация „Световно семейство“ с подкрепата на Конгреса (Парламента) на САЩ и на Общото събрание на ООН като ден на мира и разбирателството между хората и народите, за обединението на човечеството в едно световно семейство.
- Нова година – Първи ден от Григорианския календар
- Православна църква – Ден на Свети Василий Велики (Васильовден: Василовден, Василица, Василия, Сурваки, Сурва, Сурува, Суроздру) – именници: Васил, Василка, Веселин, Веселина, Весела, Веска, Василена, Василиса, Вълко, Вълка, Вълкан, Вълкана)
- Бруней – Ден на независимостта (от Великобритания, 1984 г., национален празник)
- Камерун – Ден на независимостта (от Франция и Великобритания, 1960 г., национален празник)
- Китай – Ден на република Китай
- Куба – Празник на свободата (1959 г., национален празник)
- Самоа – Ден на независимостта (от Нова Зеландия, 1962 г.)
- Словакия – Ден на република Словакия (1993 г.)
- Судан – Ден на независимостта (от Франция и Египет, 1956 г., национален празник)
- Тайван – Създаване на Република Китай (1912 г.)
- Танзания – Ден на засаждането
- Хаити – Ден на независимостта (от Франция, 1804 г., национален празник)
- Чехия – Ден на република Чехия (1993 г.)